# Хрскавица
Хрскавичаво ткиво је врста адултног потпорног везивног ткива која организму дају облик и пружају потпору меким ткивима захваљујући способности да трпе притисак и истовремено очувају еластичност.
Код ембриона се образује на местима која се неће битно променити као и на местима где ће бити замењено коштаним ткивом. 
У одраслом организму налази се:
- у зглобовима
- деловима дугих костију који се издужују
- између кичмених пршљенова
- у делу скелета грудног коша
- у ушној шкољци
- у носу и др.

## Грађа
Хрскавичаво ткиво сачињавају:
- крупне хрскавичаве ћелије:
  - хондроцити и
  - хондробласти и
- међућелијска маса (матрикс) у којој су
- влакна.

На површини хрскавичавог ткива налази се перихондријум.

## Развиће хрскавичавог ткива код човека
Хрскавичаво ткиво је мезодермског и ектомезенхимског порекла. Формирање хрскавичавих ткива (хондрогенеза) започиње у 5. недељи развића ембриона. Тада се популација хондрогених ћелија (део матичних ћелија мезенхима), кондензује на одређеним местима – хондрогеним пољима. Хондрогене ћелије се деле и диференцирају у хондробласте. У току даље диференцијације хондробласти се деле, стварају интрацелуларни матрикс и сазревају у хондроците. Хондробласти који се деле најчешће остају у групама од по две ћелије.

## Класификација
На основу врсте влакана разликују се три врсте овог ткива:
- хијалина хрскавица,
- мрежаста хрскавица и
- влакнаста хрскавица.

Хијалина (стакласта) хрскавица сачињава хрскавичави скелет риба, као и хрскавицу носа, душника и зглобова човека. Ове хрскавице има највише у организму одраслог човека. У њеном матриксу налазе се колагена влакна изграђена од колагена типа II.
Мрежаста (еластична) хрскавица је присутна у ушној шкољци, гркљану, док се влакнаста хрскавица налази у зглобовима и између кичмених пршљенова. Еластична хрскавица поред колагених садржи и еластична влакна
Влакнаста хрскавица садржи крупна колагена влакна изграђена од колагена типа I и груписана у снопове.